# 長蜥獸屬
長蜥獸屬（學名：Doliosauriscus）是獸孔目恐頭獸亞目安蒂歐獸科的一屬，生存於二疊紀中期的俄羅斯。長蜥獸是種大型肉食性動物，頭顱骨長53公分，完整身長可能約4公尺。

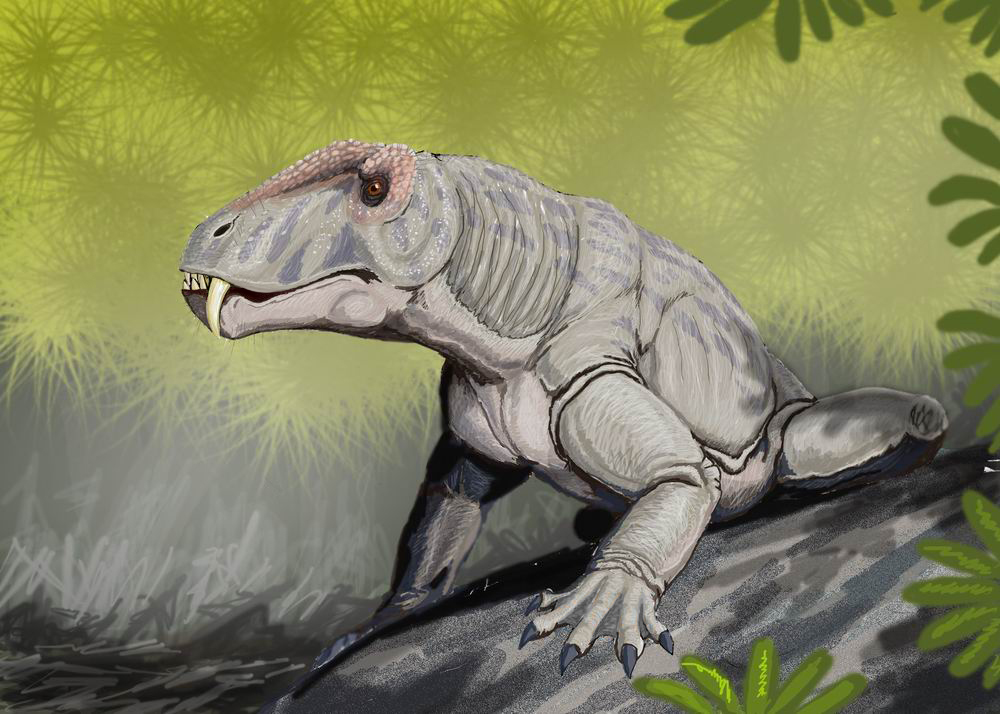
長蜥獸的想像圖